# Мюнхенська дитина

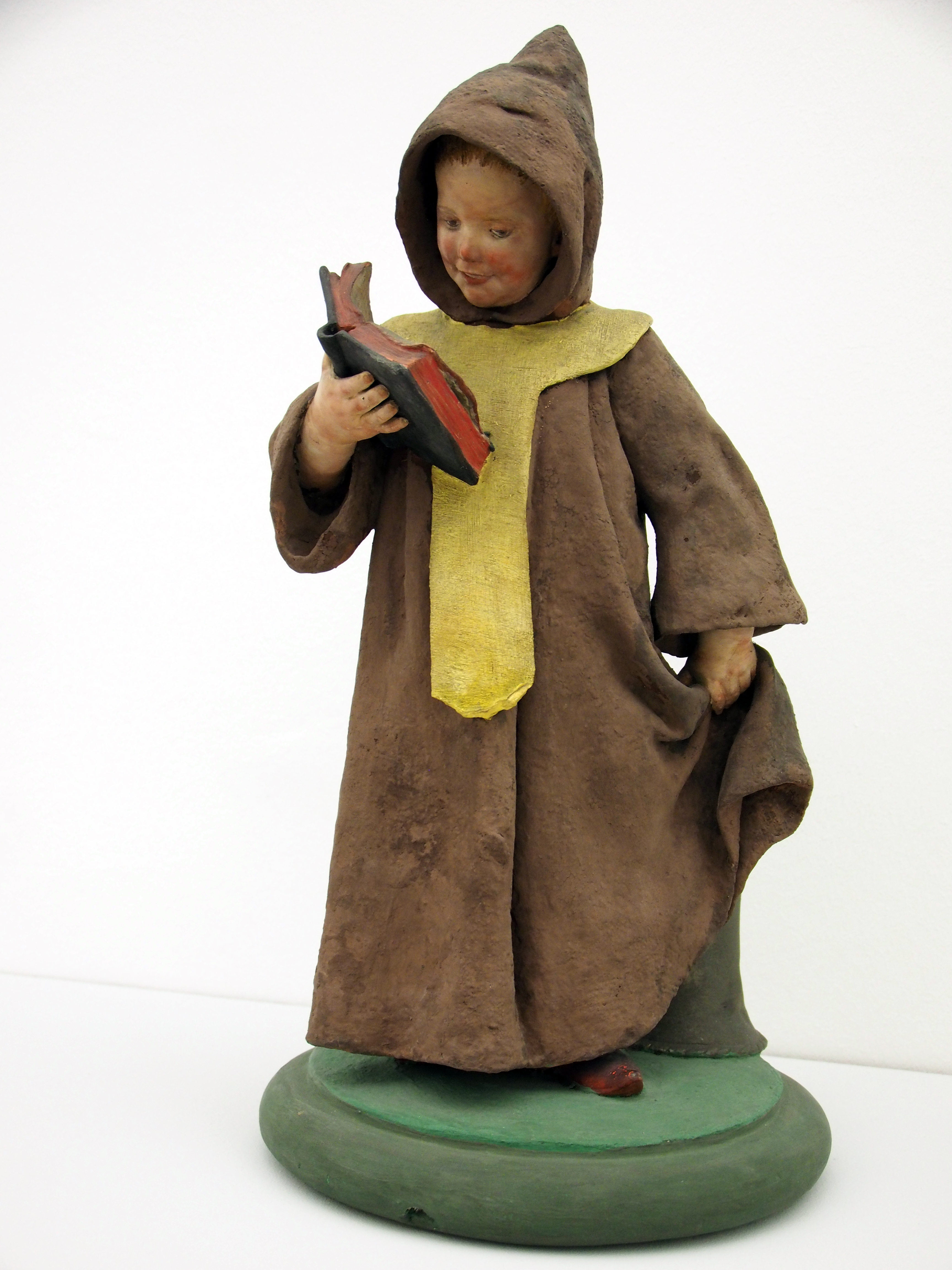
Мюнхенська дитина як гіпсова фігура Рудольфа Мезона

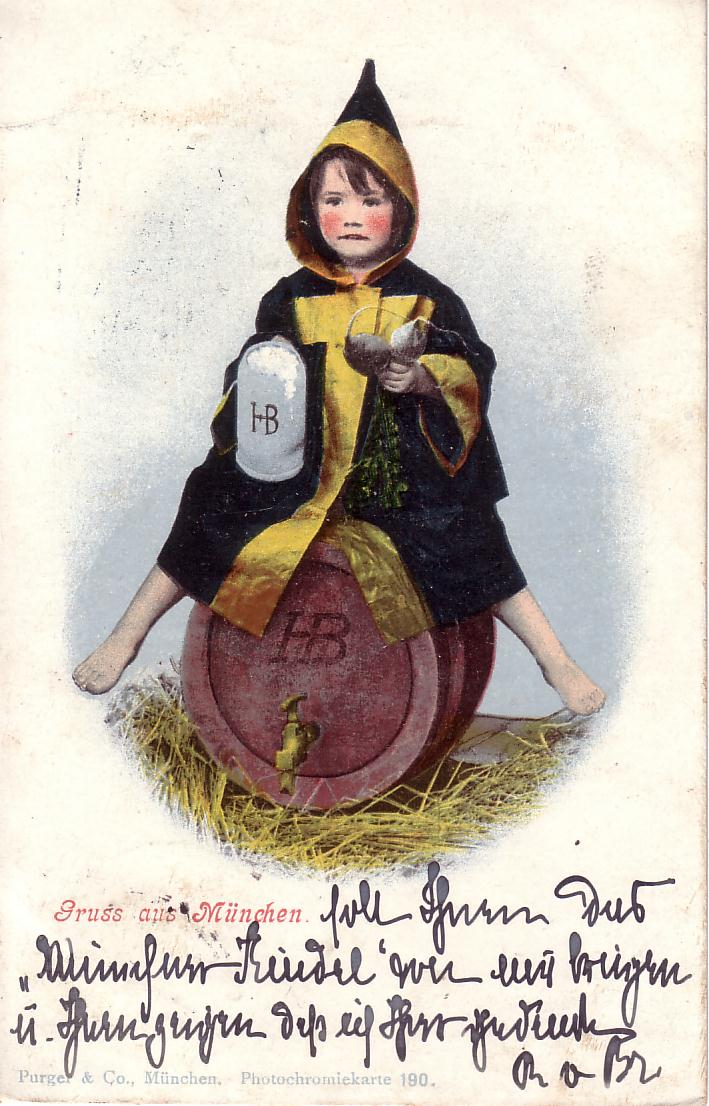
Мюнхенська дитина — листівка близько 1900 року
Напис: Привітання з Мюнхена нехай принесе вам від мене «Мюнхенська дитина» і вам досить того, що я пам'ятаю вас на згадку R. v. напр.

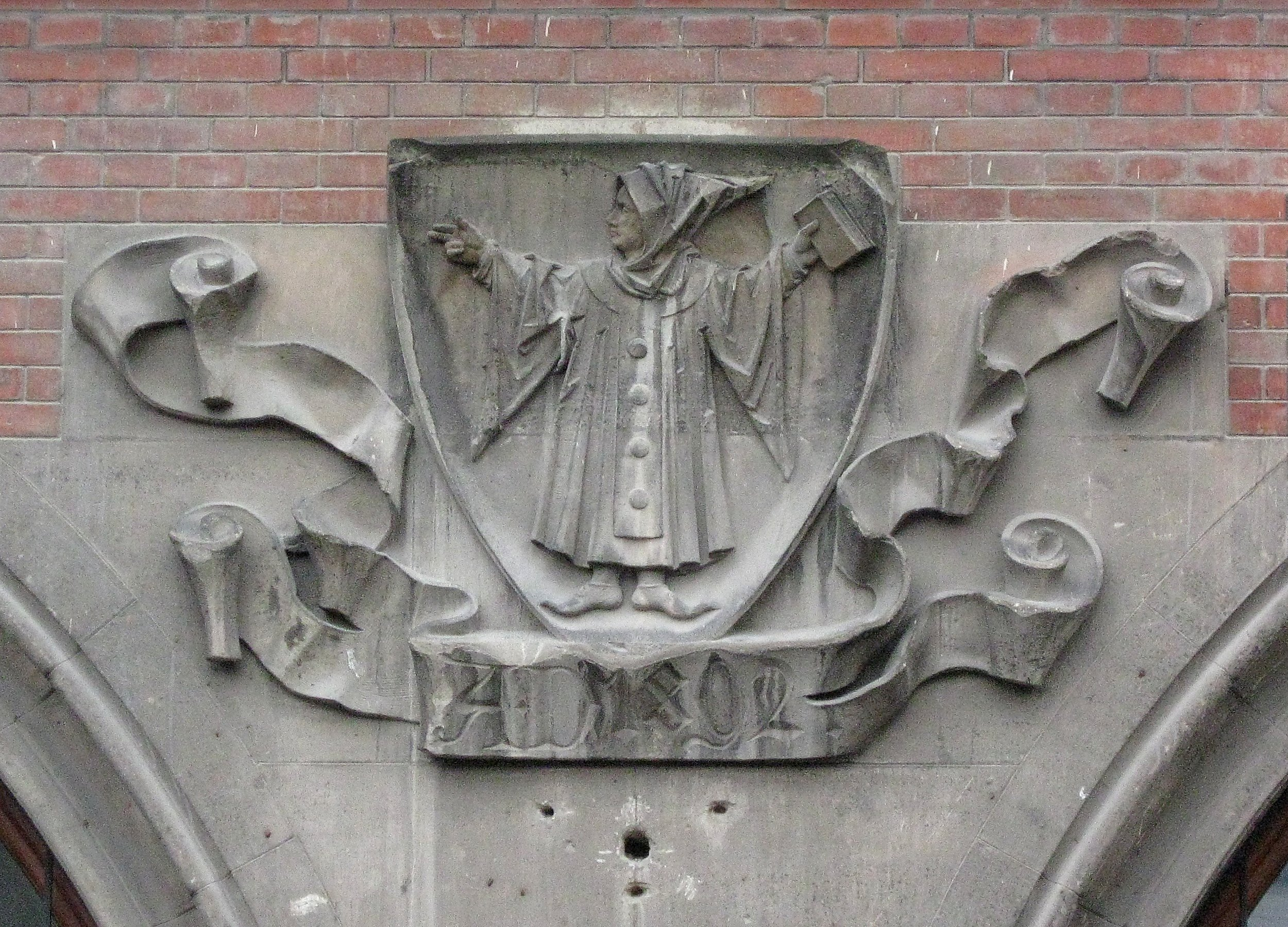
Герб на Новій ратуші в Мюнхені з 1892 року

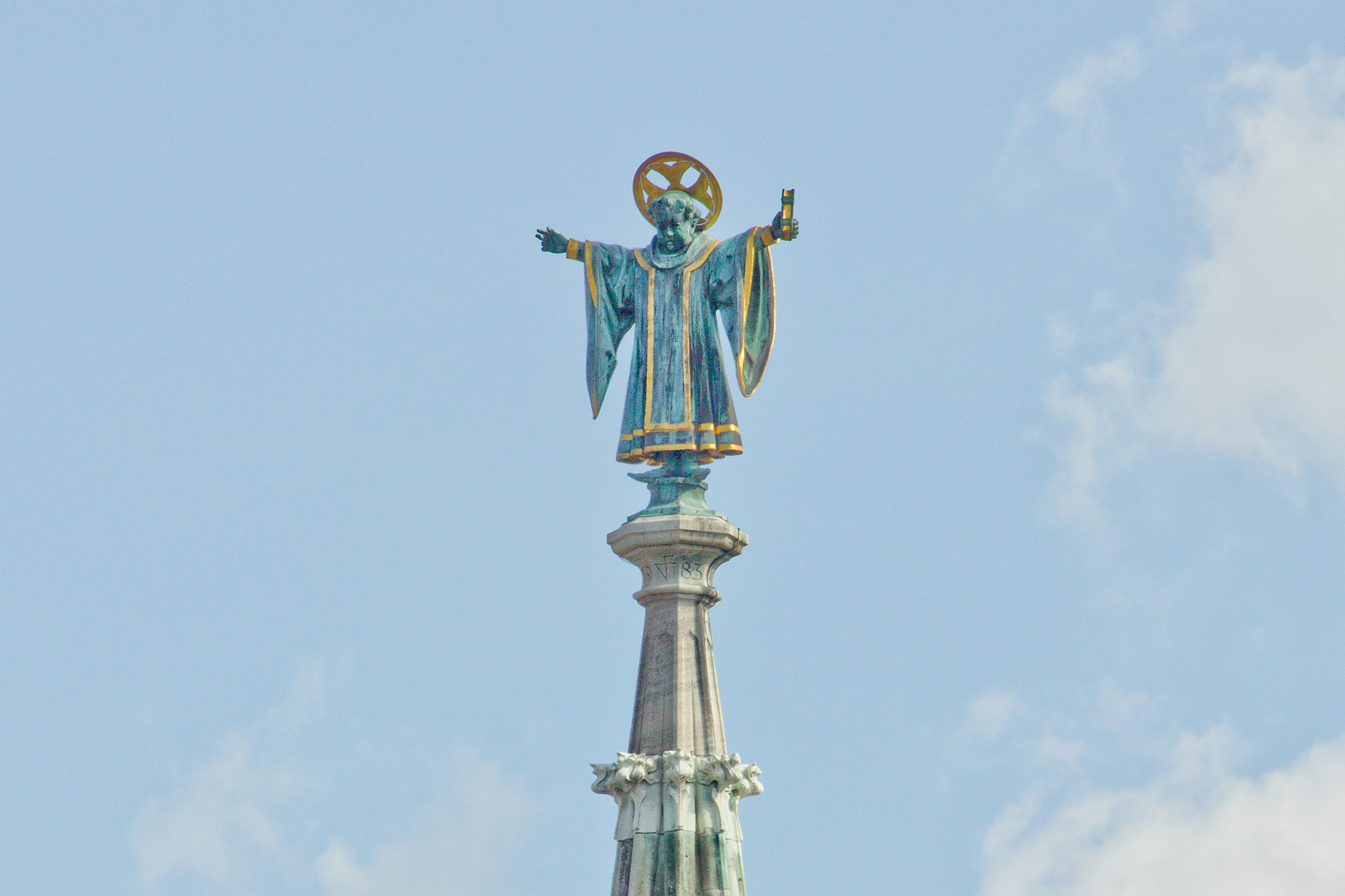
Мюнхенська дитина на вершині вежі ратуші

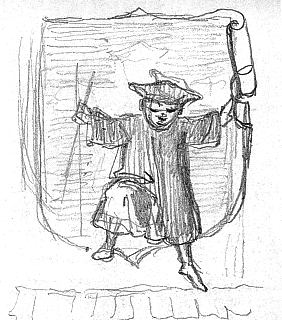
Мюнхенська дитина піднімається з герба (1847 р. Каспар Браун)

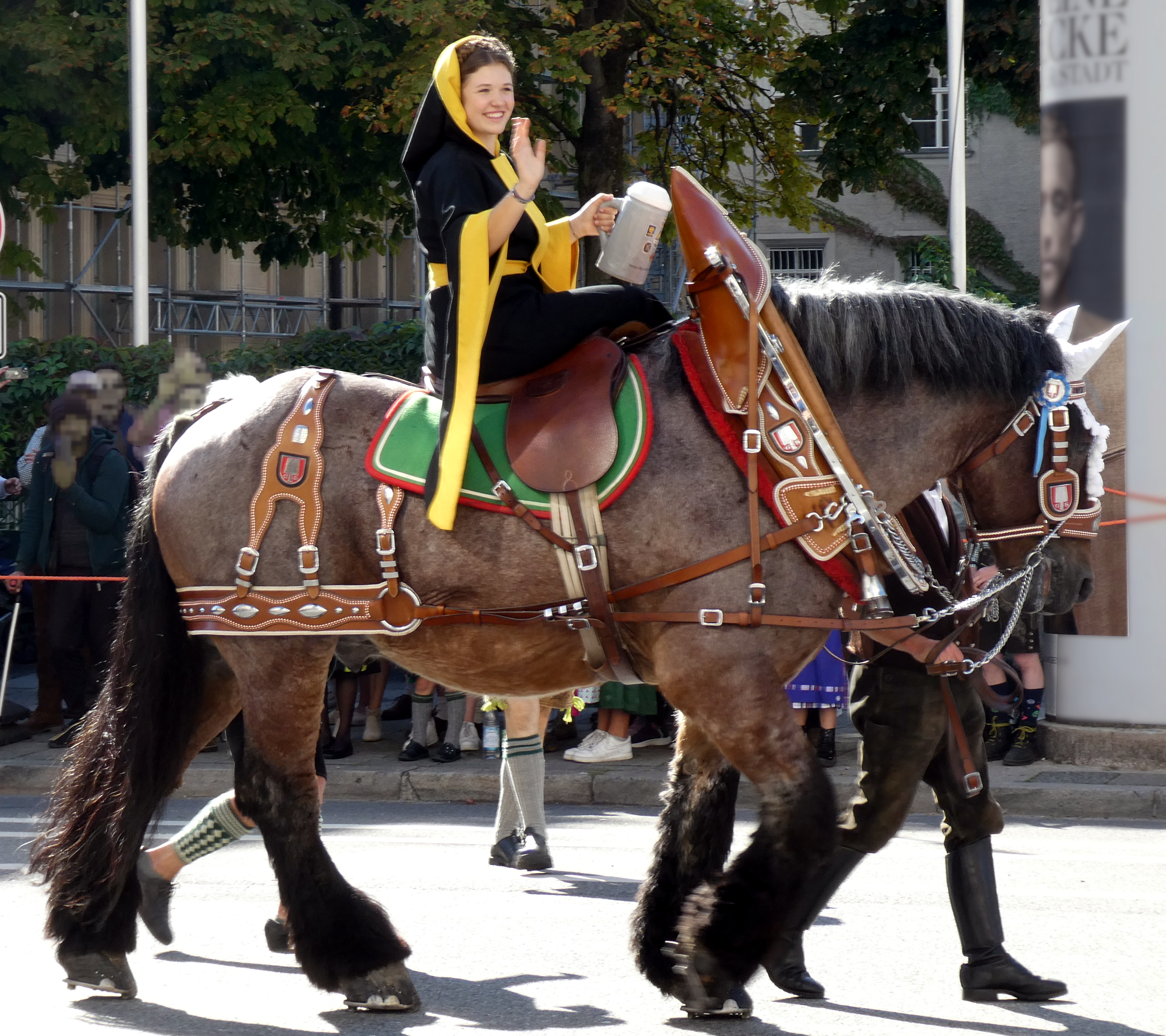
Роль мюнхенської дитини

Офіційною геральдичною фігурою Мюнхена є монах у срібному гербі, який геральдично дивиться праворуч, у чорній оправі в золотій оправі та в червоних туфлях, у лівій руці тримає червону книгу присяги, а права піднята для присяги. Цілком можливо, що книга присяги спочатку була книгою міських законів або книгою Євангелій, а жест присяги був жестом благословення. Монах символізує монастир ченців у місті, від якого, за однією з теорій, походить назва «Мюнхен». Етимологію дивіться в історії Мюнхена.

## Історія
Однак герб Мюнхена часто називають і зображують як «мюнхенську дитину». Починаючи з XVI століття, герб міста (неофіційно) змінювався і по-різному зображувався різними художниками. У цьому процесі монах дедалі більше зменшувався. Ім'я «Мюнхенська дитина» вперше задокументоване 1727 року. Зрештою, у 1920-х роках хлопчик перетворився на дівчинку.
Незабаром після 1900 року в Мюнхені спалахнула манія «Мюнхен-Кіндл». Геральдична фігура прикрашала незліченну кількість логотипів. Це був один із найпопулярніших мотивів листівок Мюнхена. Серед багатьох художників, які малювали мюнхенську дитину в багатьох повсякденних сценах, але здебільшого у зв'язку з пивом і визначними пам'ятками міста Мюнхена, на особливу згадку заслуговують Пауль Отто Енгельгард і Отто Обермаєр.
Мюнхенську дитину вперше «оживив» художник Каспар Браун. На своєму малюнку 1847 року він наказав мюнхенській дитині (зображеній у вигляді хлопчика) зійти з герба. 85-метрову вежу ратуші увінчує мюнхенське дитя, створене Антоном Шмідом за зразком його сина Віґґерля (Людвіга Шмід-Вільді).
Мюнхенську дитину можна побачити на трамвайних вагонах, кришках люків, листівках, пивних кухлях, пивних пляшках або плакатах. Між Франкфуртом і Мюнхеном курсував експрес-поїзд далекого прямування (F) Deutsche Bundesbahn під назвою Münchner Kindl.
Замість книги присяги на багатьох зображеннях сьогодні мюнхенська дитина тримає в руці кухоль пива та/або редьку.
Сьогоднішнє офіційне зображення мюнхенської дитини на гербі Мюнхена — це графіка Едуарда Еге.

## Персоніфікована мюнхенська дитина
Мюнхенська дитина як фестивальна посада призначається «Festring München e.V.» (до 2001 року асоціація мала назву «Verkehrsverein Festring München e.V.»). «Festring München» організовує в'їзд господарів Октоберфесту та традиційну костюмовану ходу мюнхенського Октоберфесту. Зазвичай мюнхенська дитина має вік від 20 до 29 років, вона має бути самотньою та народженою в Мюнхені, її батьки або бабусі й дідусі мають народитися в Мюнхені, і часто походить із лав мюнхенських (октоберфестських) корчмарів, шоуменів і пивоварень. Мюнхенську дитину також називають «амбасадором» Мюнхена, тому перевагою є знання іноземних мов, хороші манери та глибоке знання Мюнхена та Баварії. У 1938 році 17-річний Елліс Каут був названий першою офіційною дитиною Мюнхена.
У першу суботу Мюнхенського Октоберфесту господарі Октоберфесту проводять великий традиційний костюмований парад зі стрільбою. Цю традиційну костюмовану процесію очолює мюнхенська дитина, що сидить верхи на коні, одягнена у жовто-чорний францисканський одяг і тримаючи в руках кухоль пива. Потім вона стоїть поруч із мером Мюнхена, коли він святкує Октоберфест, стукаючи по бочці та вигукуючи «O'zapft is!» (відкрито).
На додаток до цих традиційних завдань, мюнхенська дитина запрошується на різні заходи представляти місто Мюнхен як «амбасадор».
| рік            | Прізвище                   |
| -------------- | -------------------------- |
| 1937 рік       | Габріеле Штайнакер         |
| 1938 рік       | Елліс Каут                 |
| 1965 рік       | Лізерль Фезенмаєр          |
| 1972–1978 роки | Кристл Морі                |
| 1979–1980 роки | Ганнелоре Фішер            |
| 1981–1983 роки | Гелен Мюнхальфен (Східняк) |
| 1984–1986 роки | Стефані Спендлер (Гаґн)    |
| 1987–1994 роки | Мануела Вайтнер            |
| 1995–1998 роки | Силья Шранк-Штейнберг      |

| рік                   | Прізвище        |
| --------------------- | --------------- |
| 1999–2000 роки        | Стефані Редл    |
| 2001–2002 роки        | Даніела Хіт     |
| 2003–2004 роки        | Юлія Кретц      |
| 2005–2006 роки        | Надін Шредер    |
| 2007–2009 роки        | Стефані Кретц   |
| 2010–2014 роки        | Марія Неврзелла |
| 2015 рік              | Лейла Ноет      |
| 2016–2022 роки        | Вікторія Остлер |
| Франциска Інселкаммер |                 |

## Всі інші мюнхенські діти
Кожного, хто народився в Мюнхені, називають мюнхенською дитиною.
Фірмовий баварський алкоголь від компанії Riemerschmid також називається Münchner Kindl, який існує трьох різновидів:
- Тирлич верхньобаварський гірський
- Мучниця
- Перший старий баварський картопляний шнапс

Броварня Münchner-Kindl на вулиці Гайхаузен Кірхенштрассе, яку 1905 року придбала компанія Unionsbräu, також названа на честь геральдичної фігури Мюнхена.
Також таку назву отримала мережа ресторанів, побудована на Майорці біля пляжів Ballermann.

## Вебпосилання
- Каталог рекламних марок з мотивом Munich Kindl (архів veikkos)